# Martingala

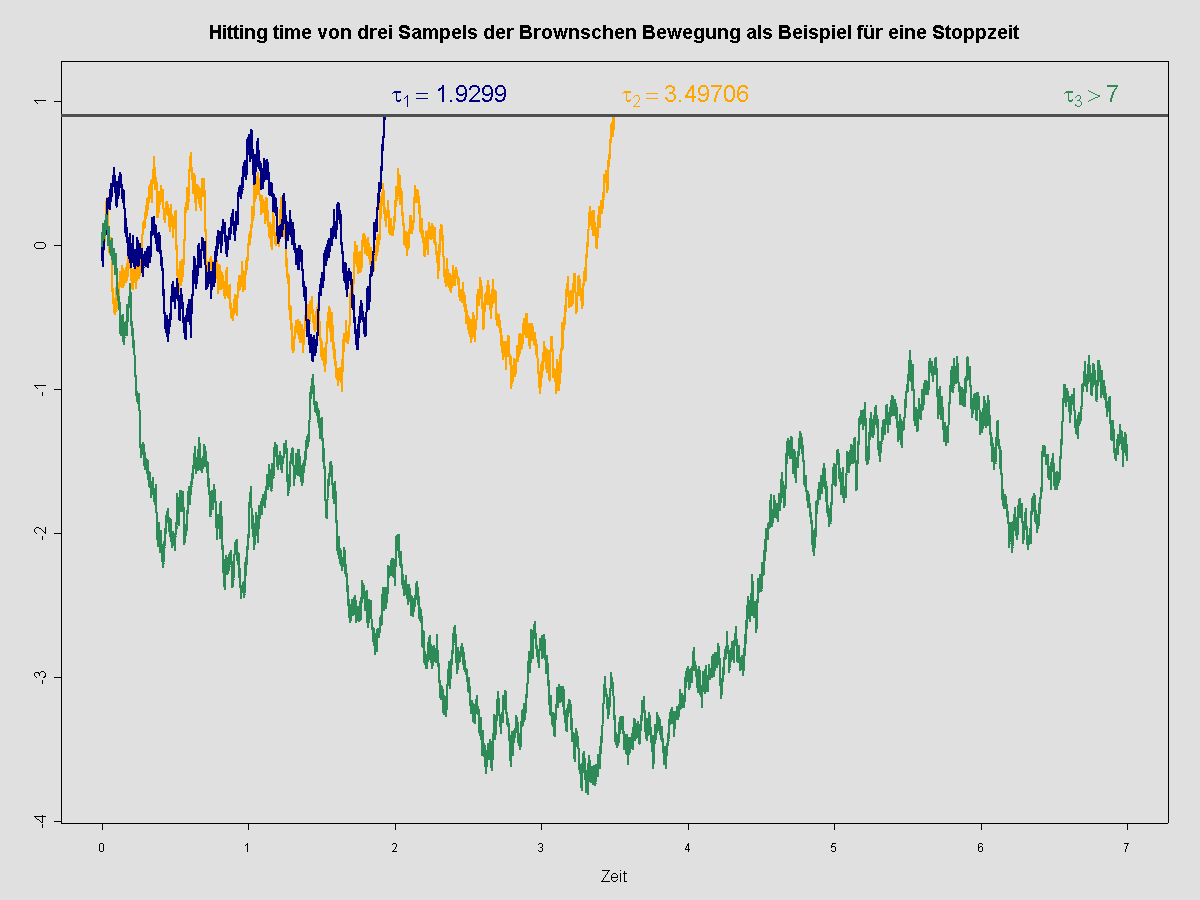
El moviment brownià és un exemple de martingala. Pot modelar un joc d'apostes sobre el llançament d'una moneda justa amb la possibilitat de fallida.

En teoria de la probabilitat, una martingala és una successió de variables aleatòries (és a dir, un procés estocàstic) pel qual, en qualsevol temps, l'esperança condicional del següent valor de la seqüència és igual al valor previ, independentment dels valors previs.